# 赖里斯德韦加
赖里斯德韦加，是西班牙加利西亚自治区奥伦塞省的一个市镇。总面积72平方公里，总人口1799人（2001年），人口密度25人/平方公里。